# Bobby Dunn
Bobby Dunn (Milwaukee, 28 de agosto de 1890 — Hollywood, 24 de março de 1937) foi um ator cômico que apareceu em várias comédias de Laurel & Hardy, começando com Duck Soup e Tit for Tat. Ele foi um do original Keystone Cops em Hoffmeyer's Legacy.